# 根纳季·韦杰尔尼科夫
根纳季·格奥尔基耶维奇·韦杰尔尼科夫（俄语：Геннадий Георгиевич Ведерников，1937年—2001年），苏联工程师，政治人物，外交官。苏联部长会议副主席。第十一届苏联最高苏维埃代表。

## 生平
1937年生。阿尔丹人。1960年毕业于西伯利亚冶金学院，后在车里雅宾斯克冶金厂工作。1978年至1979年任苏共车里雅宾斯克市委第二书记。1979年至1981年任苏共车里雅宾斯克市委第一书记。1984年至1986年任苏共车里雅宾斯克州委第一书记。1986年至1989年任苏联部长会议副主席。1989年至1991年任苏联驻丹麦王国特命全权大使。
苏联后期，他的妻子和女儿不幸在车祸中丧生。苏联解体后，他在赤塔州与一群流浪汉住在一起，唯一的不同之处是他服装整洁，懂好几门外语。他曾想到赤塔大学教书，但由于没有任何身份证明，被婉言谢绝；想到赤塔州政府工作，也因没有证件而折返。俄罗斯外交部知道这事，但后来也就淡忘了。
2001年7月27日去世。葬于特罗耶库罗夫公墓。